# Буамран, Карим
Карим Буамран (фр. Karim Bouamrane; род. 21 февраля 1973) — французский политик, член Социалистической партии.

## Биография
Родился в 1973 году в семье марокканских иммигрантов, сын каменщика. Состоял во Французской коммунистической партии, в 2014 году перешёл в Социалистическую. Уезжал в США, занимался вопросами цифровой безопасности в Кремниевой долине, затем вернулся во Францию.
В 1995 году избран муниципальным депутатом Сент-Уэн-сюр-Сен.
В 2016 году являлся официальным представителем Социалистической партии, которую тогда возглавлял Жан-Кристоф Камбаделис. В 2020 году избран мэром парижского пригорода Сент-Уэн-сюр-Сен — административного центра региона Иль-де-Франс. В 2024 году привлёк к себе международное внимание значительной ролью в организации Олимпийских игр (немецкая газета Die Welt присвоила ему «золотую медаль в политике» и сравнила его с бывшим президентом США Бараком Обамой).

## Личная жизнь
Карим Буамран женат, отец троих детей.